# Svensktoppen 1982
Svensktoppen 1982 är en sammanställning av de femton mest populära melodierna på Svensktoppen under 1982.
Populärast var vinnaren av årets melodifestival, Dag efter dag av Chips, som totalt fick 602 poäng under 9 veckor. Ett annat populärt bidrag var tredjeplacerade Hey Hi Ho av Liza Öhman, som blev årets trettonde mest populära melodi med 240 poäng under 10 veckor.
Populäraste artisten var Elisabeth Andreasson som fick med två låtar på årssammanfattningen; Dag efter dag (med Chips) och Han pendlar varje dag.
Den 13 juni sändes det sista programmet innan nedläggningen som varade fram till 1985.

## Årets Svensktoppsmelodier 1982
| Nr | Artist                      | Titel                             | Poäng | Antal veckor |
| -- | --------------------------- | --------------------------------- | ----- | ------------ |
| 1  | Chips                       | Dag efter dag                     | 602   | 9            |
| 2  | Owe Thörnqvist              | Näcken                            | 473   | 10           |
| 3  | Lasse Stefanz               | Oh Julie                          | 462   | 10           |
| 4  | Curt Haagers                | Fågelsången                       | 459   | 10           |
| 5  | Vikingarna                  | Den stora dagen                   | 433   | 10           |
| 6  | Nils Börge Gårdh            | Jag längtar bort                  | 421   | 10           |
| 7  | Stefan Borsch               | Vid en liten fiskehamn            | 367   | 7            |
| 8  | Alf Robertson               | Skomakare-Anton                   | 323   | 7            |
| 9  | Dag Vag                     | Popitop                           | 292   | 10           |
| 10 | Svenne & Lotta              | Om jag fick leva om mitt liv      | 275   | 8            |
| 11 | Elisabeth Andreasson        | Han pendlar varje dag             | 260   | 9            |
| 12 | Gyllene Tider               | Ljudet av ett annat hjärta        | 249   | 9            |
| 13 | Liza Öhman                  | Hey hi ho                         | 240   | 10           |
| 14 | Sten & Stanley/Sten Nilsson | Hur har du det med kärleken i dag | 229   | 8            |
| 15 | Style                       | Ögon som glittrar                 | 223   | 7            |